# گروه‌های ماسونی

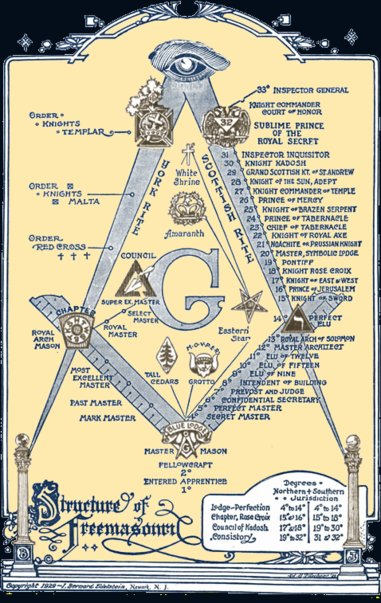
دو شاخۀ اصلی فراماسونری در ایالات متحدۀ آمریکا

در فراماسونری، سازمان‌ها و گروه‌های بسیاری وجود دارند که هر یک دارای ساختار و اصطلاحات خاص خود هستند. این گروه‌ها به طور کلی به عنوان نهادهای فراماسونری، محافل فراماسونری یا گروه‌های وابسته به فراماسونری شناخته می‌شوند.

## تفاوت میان آیین‌ها و گروه‌های وابسته به فراماسونری
اصلاحات "گروه وابسته" و "آیین یا محفل هماهنگ" در فراماسونری می‌توانند حتی برای افراد آشنا به این سنت‌ها گیج‌کننده باشند.
یک "آیین" یا "محفل هماهنگ" در فراماسونری، یک نظام سازمانی است که شامل درجات مختلفی برای ورود افراد تازه است. هرچند که همۀ آیین‌ها تمام درجات مربوط به لژهای آبی را اجرا نمی‌کنند، این درجات در ساختار آن‌ها گنجانده شده‌اند. به طور کلی، یک آیین، هستۀ اصلی فراماسونری را تشکیل می‌دهد.
در مقابل، یک "گروه وابسته" سازمانی است که با فراماسونری پیوند دارد و توسط لژ بزرگ به رسمیت شناخته شده است، اما سیستم درجات لژ آبی یا درجات بالاتر را شامل نمی‌شود.
درک این تفاوت‌ها به شناخت بهتر ساختار پیچیدۀ فراماسونری کمک می‌کند. همچنین شایان ذکر است که آیین‌ها گاهی به عنوان "محفل هماهنگ" نیز نامیده می‌شوند، چراکه مناسک آن‌ها با لژ بزرگ همخوانی دارد.

## روابط میان سازمان‌های فراماسونی
واحد اصلی در فراماسونری، لژ فراماسونی است که تنها نهادی است که می‌تواند یک فراماسون را "پذیرش" کند. این لژها تحت نظارت یک لژ بزرگ فعالیت می‌کنند که در سطح ملی یا منطقه‌ای بر تمام لژها قلمرو خود نظارت دارد. یک لژ فراماسونی سه درجۀ اصلی را اعطا می‌کند: شاگرد تازه وارد، یارکار و استاد فراماسون.
هرچند هیچ درجه‌ای در فراماسونری بالاتر از استاد فراماسون وجود ندارد، اما درجات تکمیلی‌ای وجود دارند که فقط به استادان فراماسون ارائه می‌شوند. بیشتر این درجات تحت نظارت سازمان‌های بزرگ جداگانه‌ای قرار دارند که مستقل از لژ بزرگ فعالیت می‌کنند.
لژ بزرگ انگلستان، که هرچند قدرت اجرایی بر سایر لژها بزرگ ندارد اما به عنوان قدیمی‌ترین لژ بزرگ جهان تأثیر تاریخی بر سنت‌ها و آیین‌های فراماسونی دارد، "فراماسونی ناب و کهن" را شامل سه درجۀ شاگرد تازه وارد، یارکار و استاد فراماسون همراه با آیین سلطنتی مقدس می‌داند.
درجۀ سلطنتی مقدس از قدمت بالایی برخوردار است و در بسیاری از نظام‌های فراماسونی اهمیت ویژه‌ای دارد. این درجه در سه نهاد قدیمی فراماسونری یعنی لژهای بزرگ انگلستان، اسکاتلند و ایرلند به عنوان بخش تکمیلی ساختار اصلی فراماسونی در نظر گرفته می‌شود.
سازمان‌های فراماسونی متعددی وجود دارند که بیشتر آن‌ها عنوان "فراماسونی" دارند یا به نوعی خود را با این جنبش مرتبط می‌دانند. عضویت در این سازمان‌ها معمولاً مستلزم این است که متقاضی، یک استاد فراماسون فعال باشد. در برخی کشورها به ویژه ایالات متحدۀ آمریکا، دو مسیر اصلی برای پیشرفت فراماسونی وجود دارد: آیین اسکاتلندی و آیین یورکی. در دیگر کشورها مانند انگلستان، اسکاتلند، ایرلند و بسیاری از کشورهای مشترک‌المنافع، مجموعه‌ای از درجات و محافل مستقل وجود دارد که تحت یک سازمان کلی قرار ندارند.

## تاریخچه
همچنین ببینید: پیشینۀ فراماسونری
پیش از سال 1730 میلادی یک نظام سه درجه‌ای در فراماسونری شکل گرفت که به سرعت استاندارد رایج در لژهای انگلستان، ایرلند و اسکاتلند تبدیل شد. این ساختار احتمالاً از طریق گسترش و بازآرایی سیستم دو درجه‌ای اولیه و همچنین پرداختن به افسانۀ هیرامی در درجۀ سوم، یعنی درجۀ استاد فراماسون تکامل یافته است.
در دهۀ 1740، درجات "شوالیه‌ای" در اروپا ظهور کردند که ممکن است با گرایش اشرافی‌سازی فراماسونری مرتبط باشند. ایجاد آیین سلطنتی مقدس نیز در همین دوره اتفاق افتاد که در ادامه روایت هیرامی به کشف دوبارۀ اسراری می‌پرداخت که با مرگ معمار اصلی از دست رفته بودند.
در سال 1751 میلادی گروهی از لژهای مستقل (عمدتاً ایرلندی) در لندن "لژ بزرگ کهن انگلستان" را تشکیل دادند که به سرعت به سازمانی برای لژهای مستقل در انگلستان تبدیل شد. دبیر دوم آن، لارنس درموت معتقد بود که آیین سلطنتی مقدس در واقع درجۀ چهارم است. در سال 1813 هنگامی که دو لژ بزرگ انگلستان با یکدیگر ادغام شدند، توافق شد که "فراماسونری ناب و کهن" تنها شامل سه درجه باشد و آیین سلطنتی مقدس به عنوان بخشی از این ساختار حفظ شود.
دورۀ 1740 تا 1813 میلادی شاهد ظهور محافل و درجات متعددی در فراماسونری بود. این محافل جدید دامنۀ فراماسونری را گسترش دادند و عناصر متنوعی را شامل شدند. برخی از آن‌ها موقتی بوده و از بین رفتند، اما برخی دیگر ماندگار شدند و به بخشی از سنت فراماسونری تبدیل شدند.

## آیین‌ها، محافل و درجات در کشورهای مختلف

### انگلستان و ولز
در انگلستان و ولز، پس از سه درجۀ اصلی فراماسونری، مجموعه‌ای از درجات و محافل جداگانه وجود دارند که فقط برای استادان فراماسون قابل دسترسی هستند. تحت قانون اساسی انگلیس، آیین سلطنتی مقدس تنها درجه‌ای است که به طور رسمی توسط لژ بزرگ انگلستان از سه درجۀ اولیه به رسمیت شناخته شده است.

### اسکاتلند
در اسکاتلند سازمان‌های نظارتی اصلی شامل لژ بزرگ اسکاتلند و "محفل عالی آیین سلطنتی مقدس" هستند. تحت قانون فراماسونی اسکاتلند، درجۀ استاد نشان‌دار را می‌توان در یک لژ اصلی یا یک محفل آیین سلطنتی مقدس دریافت کرد.

### ایالات متحدۀ آمریکا
در آمریکا، دو مجموعۀ اصلی از درجات تکمیلی وجود دارند:
1. آیین اسکاتلندی؛
2. آیین یورکی (که شامل محافل آیین سلطنتی، شورای استادان سلطنتی و منتخب و فرماندهی شوالیه‌های معبد می‌شود).

### کانادا، ایرلند و سایر کشورها
کانادا، ایرلند و دیگر کشورها نیز ساختار مشابهی دارند که شامل آیین یورکی، آیین اسکاتلندی و محافل مستقل فراماسونی می‌شود.

## بدنه‌های وابسته
در فراماسونری، بدنه‌های وابسته به سازمان‌هایی گفته می‌شود که دارای سیستم درجات تشرفی (آیین یا بدنه هماهنگ) نیستند. این سازمان‌ها به عنوان گروه‌های جنبی فراماسونری شناخته می‌شوند. هر لژ بزرگ لیستی از بدنه‌های وابسته مورد تأیید خود دارد، بنابراین این لیست ممکن است بسته به حوزۀ قضایی لژ بزرگ متفاوت باشد.
این سازمان‌های وابسته و گروه‌های جوانان بیشتر در آمریکای شمالی و مرکزی یافت می‌شوند و در آمریکای جنوبی نیز تا حدودی حضور دارند. در اروپا به طور کلی رایج نیستند، مگر در مناطقی که تحت تأثیر حضور بلند مدت آمریکا بوده‌اند به ویژه مناطقی با سابقۀ حضور نظامی ایالات متحده.

### نظاممصر باستانیسیوت‌ها (Ancient Egyptian Order of Sciots)
این یک سازمان برادری است که در سال 1911 در ایالات متحده تأسیس شد. هدف آن گسترش شادی و دوستی در میان اعضا است که از آن‌ها با عنوان "اهرام" یاد می‌شود. این سازمان به دلیل آیین‌ها و نمادپردازی مصری‌محور خود شناخته می‌شود. ساختار آن به صورت واحدهای محلی به نام "اهرام" است که اعضا در آن‌ها برای فعالیت‌های اجتماعی و خیریه همکاری می‌کنند. شعار این محفل یکدیگر را تقویت کنید است.

### انجمن راهبان آبی (Society of Blue Friars [S. B. F.])
این سازمان فراماسونری در سال 1932 با هدف شناخت و تقدیر از نویسندگان فراماسونی تأسیس شد. به عنوان یکی از کوچک‌ترین و منحصر به فردترین بدنه‌های وابسته به فراماسونری شناخته می‌شود.

### شراینرز (Shriners International)
این سازمان که پیشتر با نام "محفل کهن عربی اشراف نیایش اسرارآمیز" (A. A. O. N. M. S.) شناخته می‌شد، اعضای خود را در مراکز یا معابد شراینر گرد هم می‌آورد. شراینرز به دلیل کلاه‌های فیروزه‌ای رنگ خود، رژه‌های مجلل و فعالیت‌های خیریه در زمینۀ بیمارستان‌های کودکان شهرت دارد.
گروه‌های وابسته به شراینرز:

#### محفل سلطنتی دلقک‌ها (Royal Order of Jesters [R. O. J.])
این گروه که به طور غیررسمی "دلقک‌ها" نامیده می‌شود، دارای شعبه‌هایی است که هر سال حداکثر 13 عضو جدید می‌پذیرند. عضویت تنها  با دعوت و رأی‌گیری یکپارچه امکان‌پذیر است و فقط برای اعضای شراینرز در وضعیت خوب در نظر گرفته می‌شود.

#### محفل کتزاکواتل (Order of Quetzalcoatl)
این سازمان که در سال 14 مارس 1945 در مکزیکوسیتی تأسیس شد، یک محفل اختصاصی درون فراماسونری است. فعالیت‌های آن خیریه‌محور بوده و مهم‌ترین مشارکت آن، تأمین هزینه‌های حمل و نقل بیماران به بیمارستان‌های شراینرز است.

### های توئلو (High Twelve)
این سازمان بر حمایت از جوانان و رویدادهای میهن‌پرستانه متمرکز است و یکی از بدنه‌های وابسته به فراماسونری محسوب می‌شود.

### سروهای بلندلبنان(Tall Cedars of Lebanon)
این سازمان به طور غیررسمی "سرو بلند" نیز نامیده می‌شود در گروه‌هایی به نام "جنگل‌ها" سازماندهی شده و جلسات خود را در لژهای فراماسونی برگزار می‌کنند.

### محفل ستارۀ شرقی (Order of the Eastern Star)
این سازمان مخصوص فراماسون‌‌های استاد و بستگان زن آن‌ها اعضای ارشد محفل دختران جاب و رینبو است. هر محفل توسط ماترون شایسته رهبری شده و توسط پاترون شایسته پشتیبانی می‌شود. زنان باید از طریق نسبت خونی، ازدواج یا فرزندخواندگی به یک فراماسون استاد مرتبط باشند.